# Райли, Дюк
Дюк Райли (англ. Duke Riley, 9 августа 1994, Берас, Луизиана) — профессиональный футболист, выступающий на позиции лайнбекера в клубе НФЛ «Филадельфия Иглз».

## Биография

### Любительская карьера
Райли родился 9 августа 1994 года в Берасе, Луизиана. Он окончил христианскую старшую школу имени Джона Кертиса в Ривер-Ридж в 2012 году. В выпускном классе по результатам опроса членов Ассоциации спортивных журналистов Луизианы Дюк был признан Лучшим игроком года в защите. После школы он поступил в Университет штата Луизиана, учился по специальности «администрирование в спортивных организациях».
В сезоне 2013 года Райли появился на поле в тринадцати играх университетской команды. В игре против «Оберн Тайгерс» он сделал захват с потерей восьми ярдов после того как пантер соперника уронил мяч и пытался нанести второй удар. В следующем году Дюк впервые сыграл в основном составе команды в игре против «Луизиана-Монро Вархокс». Он также выходил на поле в составе спецкоманд, сделав девять захватов и став одним из лучших по этому показателю. В роли резервного лайнбекера Райли принял участие в двенадцати матчах команды в сезоне 2015 года.
В последний год обучения Дюк стал игроком стартового состава и одним из капитанов команды, сыграв во всех двенадцати играх в сезоне. Он сделал 93 захвата в чемпионате, став лучшим игроком команды. Защитная линия «ЛСЮ Тайгерс» за сезон позволила сопернику занести всего 16 тачдаунов и стала лучшей в высшем дивизионе чемпионата NCAA. В январе 2017 года Райли принял участие в Матче всех звёзд выпускников колледжей — Сениор Боуле.

#### Статистика выступлений в NCAA
| Сезон | Команда     | Игры | Захваты | Захваты | Захваты | Захваты | Захваты | Перехваты | Перехваты | Перехваты | Перехваты | Перехваты | Фамблы | Фамблы | Фамблы | Фамблы |
| Сезон | Команда     | Игры | Solo    | Ast     | Tot     | Loss    | Sk      | Int       | Yds       | Y/R       | TD        | PD        | FR     | Yds    | TD     | FF     |
| ----- | ----------- | ---- | ------- | ------- | ------- | ------- | ------- | --------- | --------- | --------- | --------- | --------- | ------ | ------ | ------ | ------ |
| 2013  | ЛСЮ Тайгерс | 13   | 1       | 6       | 7       | 0,5     | 0,0     | 0         | 0         | 0,0       | 0         | 0         | 0      | 0      | 0      | 0      |
| 2014  | ЛСЮ Тайгерс | 13   | 6       | 14      | 20      | 0,0     | 0,0     | 0         | 0         | 0,0       | 0         | 0         | 1      | 0      | 0      | 0      |
| 2015  | ЛСЮ Тайгерс | 12   | 12      | 12      | 24      | 0,5     | 0,0     | 0         | 0         | 0,0       | 0         | 0         | 0      | 0      | 0      | 0      |
| 2016  | ЛСЮ Тайгерс | 12   | 40      | 53      | 93      | 9,0     | 1,5     | 1         | 3         | 3,0       | 0         | 1         | 1      | 0      | 0      | 0      |
| Всего | Всего       | 50   | 59      | 85      | 144     | 10,0    | 1,5     | 1         | 3         | 3,0       | 0         | 1         | 2      | 0      | 0      | 0      |

### Профессиональная карьера
Оценивая Райли перед драфтом НФЛ 2017 года, сайт лиги отмечал его существенный прогресс в последний год выступлений в колледже, хорошее ускорение, умение читать игру в разных ситуациях и находить пространство в линии нападения соперника чтобы действовать против игроков бэкфилда. Слабыми сторонами назывались не самые внушительные габариты и сила, что могло помешать ему действовать против блокирующих соперника, недостаток дистанционной скорости и малый опыт игры в основном составе.
На драфте он был выбран клубом «Атланта Фэлконс» в третьем раунде под общим 75 номером. Главный тренер команды Дэн Куинн и генеральный менеджер Томас Димитрофф отмечали опыт игры Дюка в составе спецкоманд и возможность его задействования при розыгрыше блиц-комбинаций в защите.
В дебютном для себя сезоне Райли принял участие в двенадцати матчах команды, сделав всего тридцать захватов. По оценке сайта Bleacher Report он стал тридцать вторым из сорока пяти футболистов, играющих на позиции аутсайд лайнбекера в схеме 4—3. Оценивая выступление Дюка в сезоне, увеличение числа захватов выделяли приоритетным направлением для работы в межсезонье.

#### Статистика выступлений в НФЛ

##### Регулярный чемпионат
| Сезон | Команда          | Игры | Захваты | Захваты | Захваты | Захваты | Захваты | Перехваты | Перехваты | Перехваты | Перехваты | Перехваты | Фамблы | Фамблы | Фамблы | Фамблы |
| Сезон | Команда          | Игры | Solo    | Ast     | Tot     | Loss    | Sk      | Int       | Yds       | Y/R       | TD        | PD        | FR     | Yds    | TD     | FF     |
| ----- | ---------------- | ---- | ------- | ------- | ------- | ------- | ------- | --------- | --------- | --------- | --------- | --------- | ------ | ------ | ------ | ------ |
| 2017  | Атланта Фэлконс  | 12   | 15      | 15      | 30      | 0       | 0,0     | 0         | 0         | 0,0       | 0         | 0         | 0      | 0      | 0      | 0      |
| 2018  | Атланта Фэлконс  | 16   | 37      | 23      | 60      | 2       | 0,0     | 0         | 0         | 0,0       | 0         | 2         | 0      | 0      | 0      | 0      |
| 2019  | Атланта Фэлконс  | 4    | 0       | 0       | 0       | 0       | 0,0     | 0         | 0         | 0,0       | 0         | 0         | 0      | 0      | 0      | 0      |
| 2019  | Филадельфия Иглз | 12   | 11      | 2       | 13      | 0       | 0,0     | 0         | 0         | 0,0       | 0         | 0         | 1      | 0      | 0      | 0      |
| Всего | Всего            | 44   | 63      | 40      | 103     | 2       | 0,0     | 0         | 0         | 0,0       | 0         | 2         | 1      | 0      | 0      | 0      |

##### Плей-офф
| Сезон | Команда          | Игры | Захваты | Захваты | Захваты | Захваты | Захваты | Перехваты | Перехваты | Перехваты | Перехваты | Перехваты | Фамблы | Фамблы | Фамблы | Фамблы |
| Сезон | Команда          | Игры | Solo    | Ast     | Tot     | Loss    | Sk      | Int       | Yds       | Y/R       | TD        | PD        | FR     | Yds    | TD     | FF     |
| ----- | ---------------- | ---- | ------- | ------- | ------- | ------- | ------- | --------- | --------- | --------- | --------- | --------- | ------ | ------ | ------ | ------ |
| 2017  | Атланта Фэлконс  | 2    | 3       | 0       | 3       | 0       | 0,0     | 0         | 0         | 0,0       | 0         | 0         | 0      | 0      | 0      | 0      |
| 2019  | Филадельфия Иглз | 1    | 0       | 0       | 0       | 0       | 0,0     | 0         | 0         | 0,0       | 0         | 0         | 0      | 0      | 0      | 0      |
| Всего | Всего            | 3    | 3       | 0       | 3       | 0       | 0,0     | 0         | 0         | 0,0       | 0         | 0         | 0      | 0      | 0      | 0      |